# 沃克角 (埃爾斯沃思地)
沃克角（英語：Cape Walker），是南極洲的海岬，位於埃爾斯沃思地，處於瑟斯頓島東南端，由美國南極名稱諮詢委員命名，現時由南極條約體系管理。